# Sané (Q106)
Pour les articles homonymes, voir Sané.
Le Sané (Q106) est un sous-marin de la Marine nationale française qui a servi à la fin de la Première Guerre mondiale et durant l'entre-deux-guerres.